# 大河内鷹
大河内 鷹（おおこうち たか、1921年（大正10年）7月17日 - 2009年（平成21年）4月9日）は、日本の政治家。福島県二本松市長（3期）。

## 来歴
福島県安達郡二本松町（現・二本松市）出身。1942年、陸軍士官学校（56期）卒。戦後、帰郷し、二本松市議会議員となり、7期務め、議長も2期務めた。1984年、二本松市長に当選し、3期務める。1996年に市長を退任した。2009年（平成21年）4月9日死去、87歳。死没日をもって正七位から従四位に叙される。